# Supermercados Norte

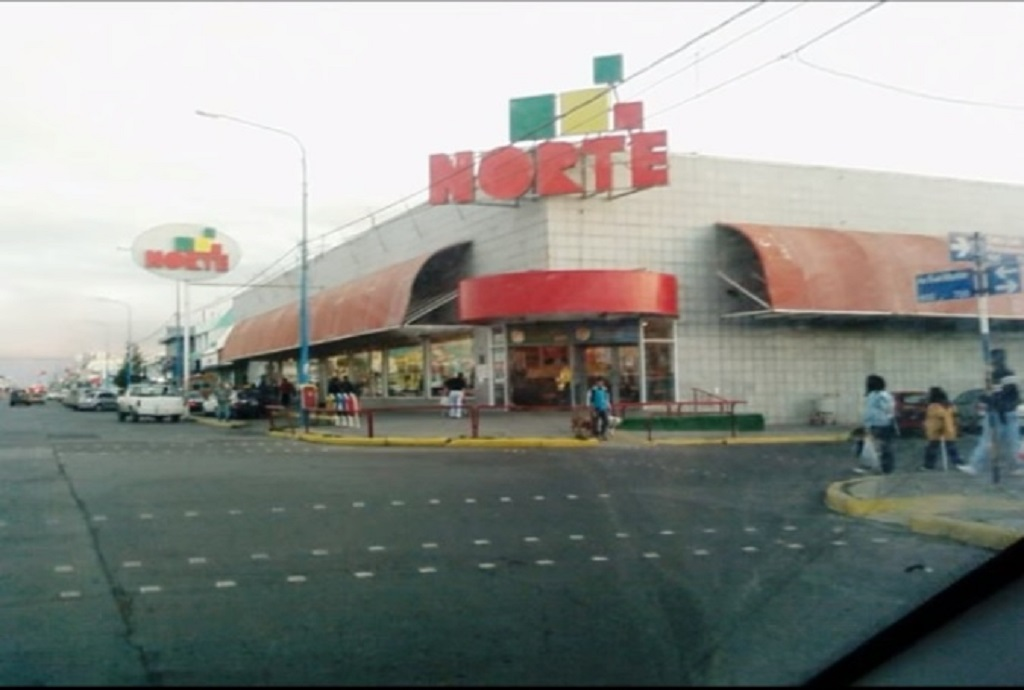
Sucursal del supermercado Norte en Río Grande, Tierra del Fuego. Año 2006. En este lugar funcionaba una concesionaria de Chevrolet, y después, Casa Tía. Hoy hipermercado Carrefour.

Norte fue una cadena de supermercados de Argentina. Fue la primera cadena de supermercados del país con capitales propios que tuvo, durante mucho tiempo, el liderazgo del mercado argentino. Fue absorbida por Carrefour en el 2001.

## Historia
Surge en 1937 a partir de un almacén de la localidad bonaerense de Carapachay, el cual con el paso del tiempo se amplió y cambió su nombre a Supermercados Norte, en 1964.
A continuación se comenzaron a abrir sucursales por la zona norte de Buenos Aires (en el ex Cine Mitre de la localidad de Villa Ballester, frente a la plaza del mismo nombre) y en Capital Federal, sobre la calle Austria en Barrio Norte. En 1968 se inauguró el primer supermercado propiamente dicho, situado en la esquina de las calles Juan B. Justo y Parral, en Capital y en 1971 se inauguró el tercer local en cercanías de la Estación Malaver (Villa Ballester).
En 1977 se abrió el cuarto local, en Avenida Ugarte 1980, Olivos. El mismo triplicó los ingresos de los 3 locales previos, y se convirtió en el supermercado de mayor venta por metro cuadrado del país.

### Década de 1980
En 1980 comenzó a publicar la revista NotiNorte, convirtiéndose en el primer supermercado argentino en tener un medio informativo propio. En principio el mensuario tenía pocas páginas, hasta que en 1990 comenzó a salir junto con el diario La Nación; entonces NotiNorte fue maquetada primero como un diarito y luego como una revista, hasta su discontinuación en 1995.

### Década de 1990
A fines de 1996, Norte fue adquirida por la cadena francesa Promodès y el Exxel Group. Entre 1997 y 1998 inició un proceso de expansión notable construyendo nuevos locales, pasando a tener 61, mientras que antes disponía de 27.  
A fines de 1998, Norte tomó a su cargo la mayoría de los locales en Argentina de la cadena chilena Unimarc.
En enero de 1999 el Exxel Group adquirió las operaciones de la cadena Tía en Argentina, que era propiedad de los empresarios Francisco de Narváez y Andrés Deutsch, también propietario de la aerolínea LAPA. El grupo también adquirió otras cadenas de supermercados argentinas, como La Florida del Norte, Abud, Los Hermanitos, Tanti, El Gurí y Casa Lozano. Cambiando todos sus respectivos locales a Norte. Así se transformó en un grupo con una importante presencia en casi toda Argentina.  

### Década de 2000
A fines de 1999 Norte comenzó su proceso de fusión con la cadena Carrefour, que fue aprobada por la Secretaría de Defensa de la Competencia en mayo de 2000 y que despertó resistencia de las asociaciones de consumidores. La venta a Carrefour Argentina se concretó en abril de 2001. La operación de venta fue luego judicializada por Carrefour bajo la acusación de que el Exxel Group, propietario de Norte al momento de la venta, habría alterado en forma fraudulenta los balances de la compañía. Tras un extenso proceso judicial, la Corte Suprema de la Nación confirmó en 2017 el sobreseimiento de los acusados por "inexistencia de delito".

## Relanzamiento y desaparición
A comienzos de la década del 2000 comenzó una reestructuración, tomando como marca principal a Carrefour y Norte quedando como secundaria, se fueron transformando algunos hipermercados importantes como el de Pilar, o el de Mataderos en Carrefour. y cerrando definitivamente otros que correspondían al formato más pequeño y, que por su ubicación no cumpliesen con determinado volumen de venta. (Aún no existía el formato Carrefour Express, Carrefour Market, o Carrefour Maxi), por lo tanto varios locales pequeños fueron cerrados de forma definitiva. 
A fines de abril de 2005, Norte lanzó una fuerte campaña publicitaria para relanzar (Volvimos. ¿Volviste?), pero no prosperó.
Entre 2007 y 2008 casi todos los supermercados Norte fueron rebautizados por Carrefour, Carrefour Market y Carrefour Maxi (si bien en un principio las tiendas fueron renombradas como Carrefour Express, dicha marca pasó a ser utilizada en el formato de tiendas de proximidad, sobre todo a partir de 2012 con la compra de la cadena Eki; en cambio, la marca Carrefour Maxi utiliza en algunas sucursales que antes eran Carrefour o Carrefour Market bajo la infraestructura de los supermercados Norte desde 2023), pasando de poseer 141 locales distribuidos por todo el país en enero de 1999 a tener, en junio de 2008, 7 sucursales.
En el mes de julio de 2008 la marca terminó por desaparecer definitivamente del mercado.